# Сафаров, Ахмад
Ахмад Сафаров — советский хозяйственный и государственный деятель, лауреат Государственной премии СССР за выдающиеся достижения в труде.

## Биография
Родился в 1940 году в Бухарской области Узбекской ССР. Член КПСС.
В 1955—1958 — колхозник, в 1958—1961 — военнослужащий Советской армии, в 1961—1968 — механизатор, звеньевой, в 1968—1991 — бригадир хлопководческой бригады колхоза имени Садриддина Айни Гиждуванского района Бухарской области Узбекской ССР.
За обеспечение устойчивого роста производства сахарной свёклы, картофеля, овощных, технических и других с/х культур на основе внедрения прогрессивных технологий и повышения производительности труда был в составе коллектива удостоен Государственной премии СССР за выдающиеся достижения в труде 1984 года.
Живёт в Бухарской области Узбекистана.

## Награды
- Орден Ленина (1980)
- Орден Трудового Красного Знамени (1977)
- Орден Знак Почёта (1973)